# Futbol'nyj Klub Šachtar Donec'k 2008-2009
Questa pagina raccoglie i dati riguardanti il Futbol'nyj Klub Šachtar Donec'k nelle competizioni ufficiali della stagione 2008-2009.

## Stagione
In questa stagione la squadra ha vinto il primo trofeo internazionale della propria storia, la Coppa UEFA 2008-2009, sconfiggendo in finale il Werder Brema per 2-1 dopo i tempi supplementari, diventando così la prima compagine ucraina a vincere il trofeo. In semifinale lo Šachtar aveva eliminato i connazionali della Dinamo Kiev. In campionato la squadra ha ottenuto un secondo posto.

## Maglie
| Manica sinistra · Maglietta · Maglietta · Manica destra · Pantaloncini · Calzettoni | Manica sinistra · Maglietta · Maglietta · Manica destra · Pantaloncini · Pantaloncini · Calzettoni |

## Rosa
| N. |                      | Ruolo | Calciatore          |
| -- | -------------------- | ----- | ------------------- |
| 1  | Ucraina (bandiera)   | P     | Bohdan Šust         |
| 3  | Rep. Ceca (bandiera) | D     | Tomáš Hübschman     |
| 4  | Serbia (bandiera)    | C     | Igor Duljaj         |
| 5  | Ucraina (bandiera)   | D     | Oleksandr Kučer     |
| 7  | Brasile (bandiera)   | C     | Fernandinho         |
| 8  | Brasile (bandiera)   | C     | Jádson              |
| 10 | Ucraina (bandiera)   | A     | Jevhen Selezn'ov    |
| 11 | Brasile (bandiera)   | D     | Ilsinho             |
| 12 | Ucraina (bandiera)   | P     | Rustam Chudžamov    |
| 13 | Ucraina (bandiera)   | D     | V″jačeslav Ševčuk   |
| 17 | Brasile (bandiera)   | C     | Luiz Adriano        |
| 18 | Polonia (bandiera)   | D     | Mariusz Lewandowski |
| 19 | Ucraina (bandiera)   | C     | Oleksij Haj         |

| N. |                    | Ruolo | Calciatore           |
| -- | ------------------ | ----- | -------------------- |
| 21 | Ucraina (bandiera) | A     | Oleksandr Hladkyj    |
| 22 | Brasile (bandiera) | C     | Willian              |
| 23 | Ucraina (bandiera) | D     | Kostjantyn Kravčenko |
| 26 | Romania (bandiera) | D     | Răzvan Raț           |
| 27 | Ucraina (bandiera) | D     | Dmytro Čyhryns'kyj   |
| 30 | Ucraina (bandiera) | P     | Andrij Pjatov        |
| 32 | Ucraina (bandiera) | D     | Mykola Iščenko       |
| 33 | Croazia (bandiera) | C     | Darijo Srna          |
| 35 | Ucraina (bandiera) | P     | Jurij Virt           |
| 36 | Ucraina (bandiera) | D     | Oleksandr Čyžov      |
| 44 | Ucraina (bandiera) | C     | Artem Fedec'kyj      |
| 55 | Ucraina (bandiera) | D     | Volodymyr Jezers'kyj |
| 99 | Bolivia (bandiera) | A     | Marcelo Moreno       |

## Risultati

### Prem"jer-liha

#### Girone d'andata
| Arbitro: | Syrenko |

|                        |           |  |
| Panas 23’ Fedorčuk 90’ | Marcatori |  |

| Arbitro: | Herenda |

|            |           |                 |
| Zenjov 56’ | Marcatori | 80’ Fernandinho |

| Arbitro: | Zadiran |

|                                   |           |  |
| Srna 5’ Selezn'ov 83’ Brandão 85’ | Marcatori |  |

| Dnipropetrovs'k 8 agosto 2008, ore 19:30 4ª giornata | Dnipro | 0 – 0 referto | Šachtar | Stadio Meteor (11.000 spett.)\| Arbitro: \| Šandor \| |
| Arbitro:                                             | Šandor |               |         |                                                       |

| Arbitro: | Hoduljan |

|                         |           |                      |
| Brandão 54’, 76’ (rig.) | Marcatori | 19’ Jajá 45’ Bordian |

| Arbitro: | Venher |

|              |           |  |
| Kravčenko 5’ | Marcatori |  |

| Arbitro: | Šebek |

|                                      |           |                             |
| Fernandinho 35’ (rig.) Selezn'ov 44’ | Marcatori | 72’ Čėljadzinski 80’ Alozie |

| Kiev 21 settembre 2008, ore 16:00 8ª giornata | Arsenal Kiev | 0 – 0 referto | Šachtar | Stadio Dynamo Lobanovs'kyj (1.000 spett.)\| Arbitro: \| Hoduljan \| |
| Arbitro:                                      | Hoduljan     |               |         |                                                                     |

| Arbitro: | Zubarev |

|             |           |              |
| Ilsinho 50’ | Marcatori | 89’ Dimitrov |

| Arbitro: | Šandor |

|  |           |                                       |
|  | Marcatori | 28’ Hladkyj 90+2’, 90+3’ Luiz Adriano |

| Arbitro: | Iščenko |

|                                              |           |                           |
| Brandão 16’ Srna 48’ Hladkyj 69’ Brandão 71’ | Marcatori | 11’ Maksymov 84’ Kostyšyn |

| Sumy 26 ottobre 2008, ore 16:00 12ª giornata | Charkiv | 0 – 0 referto | Šachtar | Stadio Juvilejnyj (12.000 spett.)\| Arbitro: \| Orechov \| |
| Arbitro:                                     | Orechov |               |         |                                                            |

| Arbitro: | Dankovs'kyj |

|                             |           |            |
| Moreno 23’, 79’ Willian 68’ | Marcatori | 2’ Xhihani |

| Arbitro: | Šmihelskyj |

|  |           |                               |
|  | Marcatori | 20’ Fernandinho 71’ Selezn'ov |

| Arbitro: | Peter Fröjdfeldt |

|             |           |  |
| Willian 34’ | Marcatori |  |

#### Girone di ritorno
| Arbitro: | Venher |

|                          |           |  |
| Haj 53’ Luiz Adriano 62’ | Marcatori |  |

| Arbitro: | Abrosimov |

|             |           |  |
| Hladkyj 67’ | Marcatori |  |

| Arbitro: | Zubarev |

|              |           |                  |
| Kašeŭski 52’ | Marcatori | 22’ Haj 81’ Srna |

| Arbitro: | Syrenko |

|                        |           |  |
| Fernandinho 34’ (rig.) | Marcatori |  |

| Arbitro: | Orechov |

|  |           |                                                           |
|  | Marcatori | 17’ (rig.) Fernandinho 45’ Luiz Adriano 90+2’ Čyhryns'kyj |

| Arbitro: | Iščenko |

|          |           |  |
| Srna 48’ | Marcatori |  |

| Arbitro: | Pokydko |

|              |           |  |
| Nevmyvaka 5’ | Marcatori |  |

| Arbitro: | Hrys'o |

|                                        |           |  |
| Hladkyj 51’ Lewandowski 73’ Jádson 79’ | Marcatori |  |

| Arbitro: | Herenda |

|               |           |                                |
| Fernandes 52’ | Marcatori | 15’ (aut.) Čečer 54’ Hübschman |

| Arbitro: | Dankovs'kyj |

|             |           |  |
| Willian 47’ | Marcatori |  |

| Arbitro: | Hoduljan |

|  |           |               |
|  | Marcatori | 71’ Selezn'ov |

| Arbitro: | Venher |

|                                      |           |  |
| Selezn'ov 28’ Willian 33’ Duljaj 77’ | Marcatori |  |

| Arbitro: | Zadiran |

|  |           |                                |
|  | Marcatori | 28’, 74’ Selezn'ov 80’ Willian |

| Arbitro: | Derevins'kyj |

|                            |           |  |
| Fedec'kyj 33’ Castillo 73’ | Marcatori |  |

| Arbitro: | Herenda |

|              |           |  |
| Mileŭski 79’ | Marcatori |  |

### Coppa d'Ucraina
| Arbitro: | Iščenko |

|  |           |                                         |
|  | Marcatori | 40’ Jádson 70’ Ilsinho 81’ Luiz Adriano |

| Arbitro: | Šmihels'kyj |

|             |           |                                                     |
| Kostjuk 72’ | Marcatori | 14’ Selezn'ov 48’ Willian 63’ Moreno 86’ (rig.) Raț |

| Arbitro: | Derevins'kyj |

|              |           |                                    |
| Kazanjuk 40’ | Marcatori | 34’ (rig.) Selezn'ov 90+2’ Hladkyj |

| Arbitro: | Možarovs'kyj |

|                 |           |  |
| Lewandowski 83’ | Marcatori |  |

| Arbitro: | Hoduljan |

|           |           |  |
| Sačko 50’ | Marcatori |  |

### UEFA Champions League

#### Terzo turno preliminare
| Arbitro: | Meyer |

|                    |           |  |
| Srna 3’ Jádson 31’ | Marcatori |  |

| Arbitro: | Riley |

|             |           |                                          |
| Balaban 57’ | Marcatori | 42’ Luiz Adriano 59’ Brandão 70’ Willian |

#### Fase a gironi
| Arbitro: | Hauge |

|             |           |                            |
| Abraham 90’ | Marcatori | 24’ Fernandinho 45’ Jádson |

| Arbitro: | Webb |

|             |           |                  |
| Ilsinho 44’ | Marcatori | 87’, 90+2’ Messi |

| Arbitro: | Fandel |

|  |           |             |
|  | Marcatori | 76’ Liédson |

| Arbitro: | Hamer |

|            |           |  |
| Derlei 73’ | Marcatori |  |

| Arbitro: | Jakobsson |

|                                                |           |  |
| Jádson 32’, 65’, 72’ Willian 50’ Selezn'ov 75’ | Marcatori |  |

| Arbitro: | Riley |

|                           |           |                                  |
| Sylvinho 59’ Busquets 84’ | Marcatori | 31’, 57’ Hladkyj 76’ Fernandinho |

### Coppa UEFA

#### Fase a eliminazione diretta
| Arbitro: | Einwaller |

|                          |           |  |
| Selezn'ov 79’ Jádson 88’ | Marcatori |  |

| Arbitro: | Tagliavento |

|                |           |                 |
| dos Santos 55’ | Marcatori | 87’ Fernandinho |

| Arbitro: | Rizzoli |

|                        |           |  |
| Vágner Love 50’ (rig.) | Marcatori |  |

| Arbitro: | Kuipers |

|                                         |           |  |
| Fernandinho 53’ (rig.) Luiz Adriano 70’ | Marcatori |  |

| Arbitro: | Brych |

|                          |           |  |
| Hübschman 38’ Jádson 67’ | Marcatori |  |

| Arbitro: | Mejuto González |

|               |           |                                    |
| Ben Harfa 43’ | Marcatori | 30’ Fernandinho 90+3’ Luiz Adriano |

| Arbitro: | Plautz |

|                        |           |                 |
| Čyhryns'kyj 22’ (aut.) | Marcatori | 68’ Fernandinho |

| Arbitro: | Benquerença |

|                        |           |              |
| Jádson 17’ Ilsinho 89’ | Marcatori | 47’ Bangoura |

| Arbitro: | Medina Cantalejo |

|           |           |                            |
| Naldo 35’ | Marcatori | 25’ Luiz Adriano 96’Jádson |

### Supercoppa d'Ucraina
| Arbitro: | Stark |

|                                          |                      |                                     |
| Čyhryns'kyj 38’                          | Marcatori            | 5’ Mileŭski                         |
| Fernandinho Raț Čyhryns'kyj Srna Brandão | Tiri di rigore 5 – 3 | Jarmolenko Diakhaté Ninković Alijev |